# Колар
Колар (англ. Kolar) — город в индийском штате Карнатака. Административный центр округа Колар. Средняя высота над уровнем моря — 821 метр. По данным всеиндийской переписи 2001 года, в городе проживало 113 299 человек, из которых мужчины составляли 51 %, женщины — соответственно 49 %. Уровень грамотности взрослого населения составлял 72 % (при общеиндийском показателе 59,5 %). Уровень грамотности среди мужчин составлял 76 %, среди женщин — 68 %. 13 % населения было моложе 6 лет.